# 9459 Gracecai
9459 Gracecai este o planetă minoră (asteroid) din centura de asteroizi. A fost descoperită pe 31 martie 1998 la Experimental Test Site⁠(d) de Lincoln Near-Earth Asteroid Research. 
Obiectul prezintă o orbită caracterizată de o semiaxă mare de 2,3046808 UAi, o excentricitate de 0,17, o înclinație de 4,76983 ° în raport cu ecliptica.